# Duffy Square
La Father Francis D. Duffy Statue and Duffy Square —o simplemente como Duffy Square— es una plaza histórica ubicada en el triángulo norte del Times Square en Manhattan, Nueva York. La Father Francis D. Duffy Statue and Duffy Square se encuentra inscrita  en el Registro Nacional de Lugares Históricos desde el 12 de marzo de 2001. Charles Keck fue el arquitecto de la Father Francis D. Duffy Statue and Duffy Square.

## Ubicación
La Father Francis D. Duffy Statue and Duffy Square se encuentra dentro del condado de Nueva York en las coordenadas 40°45′32″N 73°59′07″O / 40.758889, -73.985278.